# Richard Armstark
Richard Armstark (* 1947 in Schärding) ist ein österreichischer Maschinenbauingenieur und Antiquitätenhändler.

## Leben
Richard Armstark ist gelernter Maschinenbauer und trägt die Standesbezeichnung Ingenieur. Er betrieb einen Antiquitätenhandel in Stuttgart, von wo er 1983 in seine Heimatstadt Schärding zurückkehrte. Dort kaufte er am Unteren Stadtplatz des Ortes ein Haus aus dem 16. Jahrhundert, das er umbaute und darauf mit seiner Familie und einem Antiquitätengeschäft samt Restaurierungswerkstatt bezog. Er ist Gerichtssachverständiger für Antiquitäten, alte und neue Kunst, Kunstgewerbe, Volkskunst sowie Alt- und Gebrauchtwaren; zudem führt er Versteigerungen durch. Seit 2020 tritt Armstark im „Händlerraum“ der ServusTV-Sendereihe Bares für Rares Österreich auf.
1994 gründete er mit seiner Ehefrau Monika eine Firma für den Vertrieb von aus den Vereinigten Staaten importierten Whirlpools, mit Standorten in Schärding, Graz, Marchtrenk, Rankweil und Wien. Das Unternehmen wurde 1997 für den Rekord von 62 Personen in einem Whirlpool in das Guinness-Buch der Rekorde aufgenommen. Seit 2010 wird es in zweiter Generation weitergeführt.
Armstark war von 2004 bis 2019 Obmann des Verschönerungsvereins ‚Unser Schärding‘. 2018 wurde er für vier weitere Jahre zum Obmann des Wasserschutzverbandes Schärding gewählt. Er ist Mitglied im Fachausschuss für Finanzen der Pfarre St. Georg in Schärding.